# Сільський округ Шаблана Дільдабекова
Сільський округ Шабла́на Дільдабе́кова (каз. Шаблан Ділдәбеков ауылдық округі, рос. Сельский округ Шаблана Дильдабекова) — адміністративна одиниця у складі Жетисайського району Туркестанської області Казахстану. Адміністративний центр — село Джамбул.
Населення — 11747 осіб (2021; 10864 у 2009, 9256 у 1999, 7642 у 1989).
Станом на 1989 рік існувала Джамбульська сільська рада (села Більшовик, Бірлік, Джамбул, Достик, Жанадала, Женіс, Кизилтан, Кирпичне, Ленінабад, Сайлау, Чкалово, селище Карсауил) Кіровського району.

## Склад
До складу округу входять такі населені пункти:
| Населений пункт | Колишні назви                                                   | Населення, осіб (1989) | Населення, осіб (1999) | Населення, осіб (2009) | Населення, осіб (2021) |
| --------------- | --------------------------------------------------------------- | ---------------------- | ---------------------- | ---------------------- | ---------------------- |
| Алпамис, село   | отділення №1 совхоза Більшовик, Женіс                           | 477                    | 577                    | 617                    | 608                    |
| Байдала, село   | отділення №1 участка №2 совхоза імені 30-ліття Октября, Жданово | 484                    | 1049                   | 852                    | 889                    |
| Бірлік, село    | отділення №3 совхоза Більшовик                                  | 559                    | 722                    | 888                    | 855                    |
| Джамбул, село   | отділення №3 совхоза Більшовик                                  | 288                    | 332                    | 384                    | 593                    |
| Достик, село    | отділення №1 совхоза Більшовик                                  | 703                    | 836                    | 916                    | 886                    |
| Жанадала, село  | -                                                               | 1249                   | 1468                   | 1713                   | 1927                   |
| Зерделі, село   | Більшовик                                                       | 774                    | 908                    | 1037                   | 1085                   |
| Кемер, село     | Кирпичне                                                        | 382                    | 356                    | 459                    | 466                    |
| Кизилтан, село  | отділення №2 совхоза Більшовик                                  | 247                    | 639                    | 690                    | 784                    |
| Курішті, село   | отділення Правди, Карсауил                                      | 385                    | 236                    | 185                    | 162                    |
| Сайлау, село    | отділення №3 совхоза Більшовик                                  | 567                    | 322                    | 918                    | 1056                   |
| Сирабат, село   | отділення №3 совхоза Більшовик, Ленінабад                       | 887                    | 923                    | 1193                   | 1299                   |
| Сулубулак, село | отділення №2 совхоза Більшовик, Чкалово                         | 640                    | 898                    | 1012                   | 1137                   |